# Alex Kava
Pour les articles homonymes, voir Kava (homonymie).
Alex Kava (Sharon M. Kava), née le 7 juin 1960  à Silver Creek, est une écrivaine américaine, auteure de thrillers.

## Œuvres

### Série Maggie O'Dell
1. A Perfect Evil (2000)
- traduit en français sous le titre Sang Froid par Danièle Laruelle, Paris, Éditions Harlequin, coll. « Mira », 2004, 447 p.  (ISBN 2-280-85496-1)
2. Split Second (2001)
- traduit en français sous le titre Le collectionneur par Danièle Laruelle, Paris, Éditions Harlequin, coll. « Les Best-sellers », 2002, 471 p.  (ISBN 2-280-16612-7), rééd. sous le titre 'Le Collectionneur, 2004
3. The Soul Catcher (2002)
- traduit en français sous le titre Les âmes piégées par Danièle Laruelle, Paris, Éditions Harlequin, coll. « Les Best-sellers », 2003, 437 p.  (ISBN 2-280-16644-5)
4. At the Stroke of Madness (2003)
- traduit en français sous le titre Obsession meurtrière par Danièle Laruelle, Paris, Éditions Harlequin, coll. « Les Best-sellers », 2004, 373 p.  (ISBN 2-280-08630-1)
5. A Necessary Evil (2006)
- traduit en français sous le titre Le Pacte par Barbara Versini, Paris, Éditions Harlequin, coll. « Les Best-sellers », 2006, 467 p.  (ISBN 2-280-08710-3)
6. Exposed (2008)
- traduit en français sous le titre Mort sur la ville par Danièle Laruelle, Paris, Éditions Harlequin, coll. « Les Best-sellers », 2009, 405 p.  (ISBN 978-2-280-80962-7), rééd. sous le titre En danger de mort, 2010
7. Black Friday (2009)
- traduit en français sous le titre Piège de feu par Danièle Laruelle, Paris, Éditions Harlequin, coll. « Les Best-sellers », 2010, 400 p.  (ISBN 978-2-280-81942-8)
8. Damaged (2010)
- traduit en français sous le titre Au cœur du danger par Danièle Laruelle, Paris, Éditions Harlequin, coll. « Les Best-sellers », 2011, 367 p.  (ISBN 978-2-280-21947-1)
9. Hotwire (2011)
- traduit en français sous le titre Effroi par Danièle Laruelle, Paris, Éditions Mosaïc, 2012, 344 p.  (ISBN 978-2-280-26369-6)
10. Fireproof (2012)
- traduit en français sous le titre Au cœur du brasier par Jeanne Deschamp, Paris, Mosaïc, 2013, 326 p.  (ISBN 978-2-280-31502-9)
11. Stranded (2013)
- traduit en français sous le titre Sur la piste du tueur par Jeanne Deschamp, Paris, Éditions Harlequin, 2014, 372 p.  (ISBN 978-2-280-31535-7)

### Série Ryder Creed
1. Breaking Creed (2015)
2. Silent Creed (2015)
3. Reckless Creed (2016)

### Autres livres
- One False Move (2004)

- traduit en français sous le titre L’Alliance du mal par Danièle Laruelle, Paris, Éditions Harlequin, coll. « Les Best-sellers », 2005, 370 p.  (ISBN 2-280-08663-8)
- Whitewash (2007)

- traduit en français sous le titre Poison par Danièle Laruelle, Paris, Éditions Harlequin, coll. « Les Best-sellers », 2007, 469 p.  (ISBN 978-2-280-83486-5)
- Slices of Night: A Three-Part Novella, avec Erica Spindler & J.T. Ellison) (2011)

- traduit en français sous le titre Crimes à Denver (réunit «La loi du danger » et « Un piège dans la ville ») par Danièle Laruelle, Paris, Éditions Harlequin, coll. « Les Best-sellers », 2005, 449 p.  (ISBN 2-280-85535-6)
- Storm Season: One Sensational Storm, Three Terrifying Killers, avec Erica Spindler & J.T. Ellison (2012)